# 短梗微脉冬青
短梗微脉冬青（学名：Ilex venulosa var. simplicifrons）为冬青科冬青属下的一个变种。

## 扩展阅读
- 維基物種上的相關：短梗微脉冬青